# 我該怎麼做？
《我該怎麼做？》（日语：どうしようか?），是AAA成員西島隆弘以個人名義「Nissy」發布的首支單曲。avex trax於2014年11月19日開始發行。在AAA Party、mu-moショップ及え〜ショップ限定販售。

## 收錄曲

### CD
1. どうしようか？
作詞：WHITE JAM SHIROSE、作曲：WHITE JAM SHIROSE
2. どうしようか？（instrumental）

### DVD
1. どうしようか？（MUSIC VIDEO）
2. どうしようか？（MUSIC VIDEO Making）